# Tatartup
Tatartup (en osetio:Тæтæртупп, del etnónimo «татары» (tártaros) son unas ruinas de una ciudad medieval (únicamente se conservó un minarete hasta 1981), que se encuentra en la orilla izquierda de Terek, cerca del pueblo de Zméiskaya y del pueblo Eljótovo del distrito de Kirov de Osetia del Norte. En la literatura arqueológica, el nombre «Verjnedzhulatskoe Gorodische» es el más utilizado.</ref> В археологической литературе чаще всего используется название «Верхнеджулатское городище». Según una versión popular, este asentamiento en las crónicas rusas medievales aparece como la ciudad alana de Dediakov (Tetiakov). Tatartup es un lugar sagrado desde la antigüedad y es muy respetado por los osetios, balcánicos, cabardinos y otros pueblos del Cáucaso del Norte.

## Historia
Según los arqueólogos, la ciudad fue fundada en el siglo X como un asentamiento de alanos. Al estar en un lugar de importancia estratégica, la Puerta de Eljotov, en el camino a través de Darial a Transcaucasia, creció y se desarrolló rápidamente y a principios del siglo XIII se convirtió en un centro político y económico local de los alanianos. En 1238-1239 el asentamiento fue conquistado y destruido por los mongoles, pero fue rápidamente reconstruido y a finales del siglo XIII, a pesar del dominio mongol-tartário, volvió a convertirse en un importante centro del Cáucaso del Norte. En el siglo XIV, durante casi un siglo, la ciudad se convirtió en un fuerte puesto de avanzada de la Horda de Oro en el norte del Cáucaso y fue llamada el «Julat Superior». Estaba conectada con la capital de la Horda, Sarai a través de otras dos ciudades también pertenecientes a la Horda de Oro, Lower Julat en la moderna Kabardino-Balkaria y Majara en Stávropol. Al parecer, en este momento en los pueblos caucásicos locales ya había recibido el nombre de Tatartup, «un campamento tártaro» o «estacionamiento de los tártaros».
En la época de Uzbeg Kan, una poderosa guarnición tártara estaba situada en Tatartup, el Islam estaba activamente ubicado y se estaba llevando a cabo una construcción a gran escala. Según los datos arqueológicos, en esa época se edificaron dos mezquitas con minaretes. La mayor de ellas era una catedral (mezquita juma) y celebraba servicios los viernes y las grandes fiestas, la más pequeña satisfacía las necesidades diarias de los residentes musulmanes. Al mismo tiempo se construían iglesias cristianas en la ciudad. La existencia de tres iglesias en Tatartup está confirmada por la evidencia de muchos viajeros del pasado, así como por la investigación arqueológica moderna. En su camino de Derbent a Tatarstán, el viajero alemán de principios del siglo XV Johann Schiltberger escribió que visitó «el montañoso país de Julad, poblado por un gran número de cristianos que tienen un obispado allí. Sus sacerdotes pertenecen a la Orden de los Carmelitas...» Es bien sabido que en el siglo XV en la costa del Mar Negro, el Cáucaso occidental, Daguestán y Transcaucasia los comerciantes italianos, enérgicos y emprendedores, organizaron una serie de factores comerciales. No es una sorpresa que aparecieran en Tatartup, debido a su posición ventajosa en una gran ruta de Transcaucasia hacia el norte. Y junto con los comerciantes vinieron los misioneros. Pero, al parecer, no se inculcó el catolicismo a los habitantes de la zona, ya que durante las excavaciones no se encontraron restos de monumentos católicos.
Se ha conservado el certificado del viajero turco del siglo XVII Evliya Çelebi, al estudiar el Cáucaso del Norte dejó la siguiente entrada sobre Tatartup que él llama Irak y Dadian: «Restos de edificios antiguos son visibles... En las puertas se guardan inscripciones y fechas... Cuando miras esta ciudad desde la altura tú ves 800 edificios antiguos». En su poema inacabado Tazit, Aleksandr Pushkin también menciona a Tatartup.

## Minarete Tatarput
En el siglo XX, de todos los edificios de la ciudad, una vez despoblada, únicamente ha sobrevivido un minarete (en osetio:Дзылаты мæсыг). Su altura era de 21 metros, aunque inicialmente fue más alta, ya que su pico se derrumbó varias veces. La base de la torre estaba compuesta de capas de piedras que se alternaban con capas de ladrillo, y el tronco era solo de ladrillo. Su decoración era un doble cinturón de estalactita, que además de decorativo también era de importancia práctica: sostenía el balcón anular «sherefe», en el cual salía el muecín para anunciar el inicio de la hora de oración. Una decoración adicional del minarete era un cinturón decorativo ubicado debajo, estilizado como una inscripción cúfica, así como azulejos redondos de color turquesa, «placas» con un diámetro de 8 cm insertado en el ladrillo.
| Minarete de Tatartup                                                                                     | Minarete de Tatartup                                                                      | Minarete de Tatartup                     |
| --- | ----------------------------------------------------------------------------------------- | ---------------------------------------- |
| |                                                                                           |                                          |
| En el mapa de la Línea fronteriza del Imperio ruso en 1782, con las ruinas de una mezquita a la derecha. | En el mapa El camino a través del Cáucaso desde la aldea de Yekaterinograd a Tiflis 1831. | En la imagen de V. I. Dolbezhev de 1882. |

No hay nisba en el minarete, una placa especial en la que se indica el nombre del maestro y el año de construcción. El famoso erudito y viajero suizo Frédéric DuBois de Montperreux  vio en 1834 en su base «los restos de una inscripción árabe muy dañada», pero no tomó una copia de este texto, que desapareció con el tiempo. Al estudiar el estilo y la técnica de construcción, los expertos señalan que tiene poco en común con los minaretes de Crimea y Bulgaria del Volga, así como con los de Asia Central e Irán. Los más cercanos a él eran los de Azerbaiyán, construidos en estilo de la escuela de arquitectura de Shirvan-Absheron (por ejemplo, minaretes como los de Hanega en el río Pirsagat y la mezquita Bibi-Heybat cerca de Bakú). Quizás el minarete fue construido por maestros constructores capturados, traídos de Azerbaiyán después de una de las campañas de Uzbeg Kan.
En el siglo XVIII, cuando el académico Johann Anton Güldenstädt visitó estos lugares, la mezquita junto al minarete todavía estaba en ruinas, iIncluso entonces, únicamente había paredes y no había cubiertas. El agua del río, que periódicamente penetraba en las ruinas de la mezquita, depositaba limo sobre el suelo, de hasta medio metro de espesor.
Aleksandr Pushkin, quien visitó Tatartup en 1829, dejó las siguientes impresiones en su Viaje a Arzrum:

El primer lugar maravilloso es la fortaleza del minarete. Cuando nos acercamos, nuestra caravana estuvo cabalgando a lo largo de un hermoso valle, entre colinas cubiertas de tilos y plátanos. Estas son las tumbas de varios miles de muertos por la plaga de la peste. Las flores generadas por la ceniza infectada estaban llenas de colores. A la derecha estaba el nevado Cáucaso; frente a una enorme montaña boscosa; detrás había una fortaleza; a su alrededor, son visibles las huellas de un «aul» devastado, llamado Tatartup y anteriormente el principal en el Gran Kabarda. Un minarete solitario y ligero da testimonio de la existencia de un pueblo desaparecido. Se eleva armoniosamente entre pilas de piedras, a orillas de un arroyo marchito. La escalera interior todavía no se ha derrumbado. Subí a la plataforma desde la cual ya no suena la voz del mulá.

En 1981, el minarete fue destruido como resultado de un intento de restauración no profesional.

## Investigación arqueológica
La investigación arqueológica en el territorio del «asentamiento Verjnejulatski» se llevó a cabo durante varios años, a partir de 1958, por el destacamento Verjne-Dzhulatski de la expedición del Cáucaso del Norte del Instituto de Arqueología de la Academia de Ciencias de la URSS y el Instituto de Osetia del Norte bajo el liderazgo de O.V. Miloradovich. La expedición registró en la fortaleza ruinas de tres iglesias, dos mezquitas y cuatro minaretes,  tres en el montículo y uno a 6 kilómetros río arriba. Según los expertos, la presencia de tantos monumentos musulmanes hace posible considerar la gran mezquita del minarete Tatartup como una catedral («mezquita de juma»).

### Mezquita catedral
Entre otros sitios, se excavó la base de esta mezquita, cuyo muro occidental estaba a dos metros al sur del minarete Tatartup. La mezquita en planta era un rectángulo irregular extendido de oeste a este con una ligera desviación hacia el sur. Su muro oriental no ha sido explorado, ya que está enterrado del terraplén de la carretera. El ancho externo del edificio era de 11.5 m y el interno de 9.7 metros. La base, con una profundidad de 0,75 metros y un ancho de hasta 1,5 metros, se realizó con adoquines de río, las paredes estaban hechas de ladrillos quemados de 21-25 x 21-25 x 4-5 cm, y el piso se colocó con un ladrillo más grande: 40 x 40 x 5,5 cm. El ancho de la base era de 0,8 metros, las paredes de 0,5 metros, la altura de las paredes de al menos 6 metros —reconstruido sobre la base de un estudio del muro sur, que se cayó, pero no se derrumbó—. Los ladrillos rojos con esmalte turquesa fueron utilizados como decoración, y se hizo el estuco con pintura roja. No se encontró la entrada principal de la mezquita, al parecer, se encontraba en el muro oriental sin cortar, ya que el muro norte se dirigió al lecho del río. En el muro occidental, cerca de la esquina noroeste, se encontró una puerta para pasar al minarete. Casi nada se conservaba de la cubierta del edificio, únicamente se encontraron fragmentos de un azulejo plano en los desechos de la construcción. Fechar la construcción de la mezquita es difícil, ya que el edificio está en una capa de grava de río y marga continental, desprovisto de depósitos vegetales, y durante las excavaciones, se encontraron algunos objetos diferentes como puntas de flecha, clavos, fragmentos de cuchillos, los cuales no tienen datación.
Debajo del piso y al lado de las paredes fuera del edificio, se descubrieron seis entierros, realizados de acuerdo con la costumbre musulmana —el cuerpo se estira sobre su espalda, hacia el oeste, hacia el sur, sin ningún objeto con ellos—. Diez metros al sur de la mezquita, hay tres más de los mismos sitios de entierro, en dos de los cuales se encontraron piezas de cuernos, lo que puede indicar un rito funerario cabardiano.

### Mausoleo
En 1960, se excavaron los cimientos de otro edificio, ubicado a una distancia de 260 metros al norte-noroeste del minarete Tatartup. Era un edificio rectangular de 8,4 x 7,3 metros, orientado a los puntos cardinales. Las excavaciones descubrieron la base de adoquines y parte de las paredes, preservadas a una altura de aproximadamente 1,2 metros. Las paredes tenían un grosor de 0,7 metros y estaban compuestas por hileras alternadas de adoquines suspendidos y ladrillos quemados en un mortero de cal. Se encontró una puerta de 1 metro de ancho en el muro norte del edificio, y una repisa de ladrillo de 68 x 30 cm en el lado exterior del muro oriental. Se conservaron rastros de yeso en los lados exteriores de las paredes. La estructura se erigió en la capa paleoetnobotánica anterior, con cerámica de los siglos X-XIII y sobre la base de esto puede datarse a finales del XIII, principios del siglo XIV. Los hallazgos realizados durante las excavaciones —un cuerno con un patrón circular, un mango de un vaso de vidrio, puntas de mango plano de flechas de hierro, una placa de hueso adornada de un carcaj— no contradicen esta datación. La técnica de construcción de este edificio es similar a la técnica de la mezquita del minarete Tatartup.
Según la versión principal, el edificio era originalmente un mausoleo musulmán, posiblemente un edificio administrativo. Como una característica interesante, los expertos señalan que a lo largo de su historia el edificio se transoformó dos veces ya que tiene dos pisos. El primero de ellos es de adobe, ubicado en el nivel de la base, el segundo es de tierra, 25-30 cm más alto que el primero. La reutilización del edificio (segundo piso) incluye un diseño redondo de aproximadamente 3 metros de diámetro, hecho de 12 rocas planas con un diámetro de 35-40 cm, cuyo propósito no está claro para los investigadores. Desde el exterior del muro occidental del edificio, se examinaron siete entierros musulmanes sin objetos —únicamente se encontraron dos botones plateados—. El cementerio estaba rodeado por un muro de piedra.

### Iglesias cristianas
Las ruinas de una de las iglesias cristianas del Alto Dzhulat fueron descubiertas en una de las colinas cercanas a la carretera gracias a los ladrillos que sobresalían del suelo e investigadas en 1959 por el arqueólogo O. V. Miloradovich. Era un pequeño edificio de 7,7 x 5,6 metros con un ábside semicircular en el lado este. Se agregó una pequeña capilla al muro sur de la iglesia, también con un pequeño ábside. Durante las excavaciones, se descubrieron fragmentos de estuco con fragmentos de pintura al fresco. Quizás esta es la iglesia en la que I. A. Guildenstedt en 1771 vio imágenes de la Virgen María y Juan el Bautista. La mayoría de los investigadores en la construcción de la iglesia estaban interesados en la presencia de una cripta de altar abovedado en el que se encontraba la escotilla en el centro del altar. Dentro de la cripta, en su muro norte, había una entrada baja a un pasaje subterráneo secreto que conducía a un acantilado a orillas del Terek. La iglesia estaba rodeada por una cerca de piedra, dentro de la cual se descubrieron muchos entierros cristianos.
Según el diseño de la iglesia y algunos hallazgos, el famoso historiador y arqueólogo E.I. Krupnov lo fechó en el siglo XII y lo atribuyó a los monumentos arquitectónicos de la antigua Rusia. Otros investigadores señalan que la naturaleza de los materiales de construcción y la técnica de albañilería permiten correlacionar la datación del edificio con el final del siglo XIII a principios del siglo XIV, y la construcción del edificio en los monumentos arquitectónicos de Rusia es dudosa por la cripta del altar, ya que no hay criptas en la arquitectura rusa antigua.
En 1962, se investigaron dos iglesias más en el asentamiento Verjnezhdulatski, una de las cuales tenía la misma cripta.

## Lugar sagrado

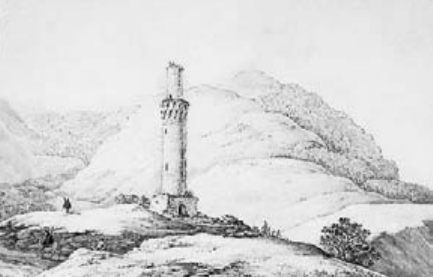
Chernetsov N.G.Museo de la mezquita. 1829.

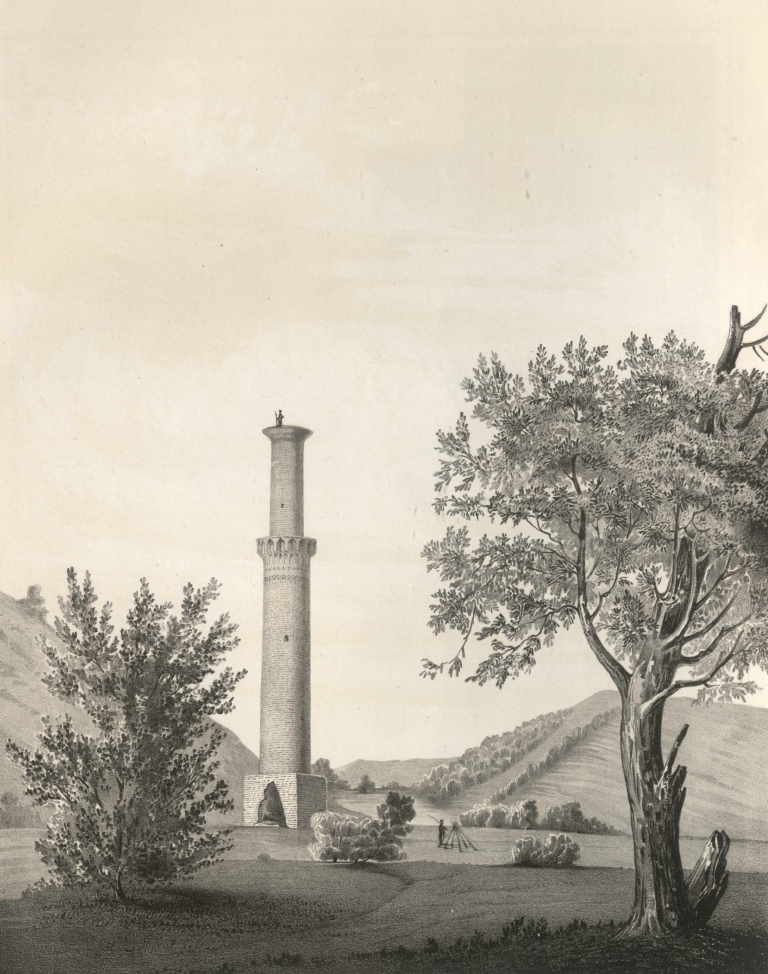
Minarete cerca de Vladikavkaz, 1840 ((Frédéric Dubois de Montpérux).

Entre los osetios y los cabardianos, Tatartup siempre fue considerado un lugar sagrado y gozó de una gran veneración. Principalmente en el santuario en la cima de la montaña. Según cuentan las tradiciones locales aquí se escondieron en una pelea de sangre. Esto lo sabía Alexander Pushkin, quien escribió en su poema inacabado Tazit: «En una reunión inesperada, el hijo de Gasub, con la mano de una persona envidiosa, fue asesinado cerca de las ruinas de Tatuba».
¡El hijo de Gasub fue asesinado en un lugar sagrado venerado por los montañeses y dando inmunidad a cualquier persona! Esta fue una blasfemia sin precedentes, y cuando el joven Tazit se encontró con el asesino de su hermano y lo libró, su padre, Gasub, lo maldijo y lo desterró.

### Osetios
La expedición de O. V. Miloradovich en 1960 examinó un santuario osetio ("Dzuar") Tatartup, ubicado a 2.5 kilómetros al sureste de la aldea de Zmeyskaya, frente a la aldea de Elhotovo en la orilla alta del Terek y en la ladera sur frente a la colina. En este lugar, Johann Anton Güldenstädt en 1771 vio la segunda iglesia cristiana de Tatartup. Se construyó una torre en el sitio del santuario, que violaba la mampostería existente anteriormente de un viejo ladrillo cuadrado quemado de 25 x 25 x 5 cm. Cerca había un roble talado, en el que, según los residentes locales, solía haber una caja para ofrecer dinero.

### Cabardianos
El famoso historiador y etnógrafo cabardiano Shora Bekmurzin Nogmov en su libro La historia del pueblo adiquiano escribió:

A orillas del río Terek, por encima de su conexión con el río Malkaestán hay una gran cantidad de torres o minaretes. En cabardiano, se les llama "julat", abreviado de "hormiga zhoryt", es decir, una "capilla para limosnas de dadores de buena voluntad". Según la leyenda, fueron fundados por nuestros antepasados en la antigüedad y fueron visitados para limpiar y ofrecer sacrificios. Si se produjo una disputa o violación de una palabra entre aliados o amigos, ambos fueron a un vicario con un arco y una flecha. Al llegar allí, se enfrentaron uno contra el otro, tomaron la flecha por los extremos e hicieron la promesa de que no habría disputas entre ellos en el futuro; luego la partieron en dos y regresaron a casa. Los cabardianos dicen que cuando el Koja-Berdy-khan y los tártaros se establecieron bajo el mismo Zhulat, la gente comenzó a llamar a estos edificios Tatartup, es decir, "debajo de los tártaros". Cuando Koja-Berdy-khan con su horda se fue, entonces otro khan, Zhanbek, se apropió completamente de los bandidos y los convirtió en minaretes. Pero la tradición continuó siendo preservada en un proverbio; en lugar de un juramento, la gente habló por declaración de sus palabras: "tatartupe penjen-sen" (déjame estar en Tatartup muchas veces!).

### Nogayos

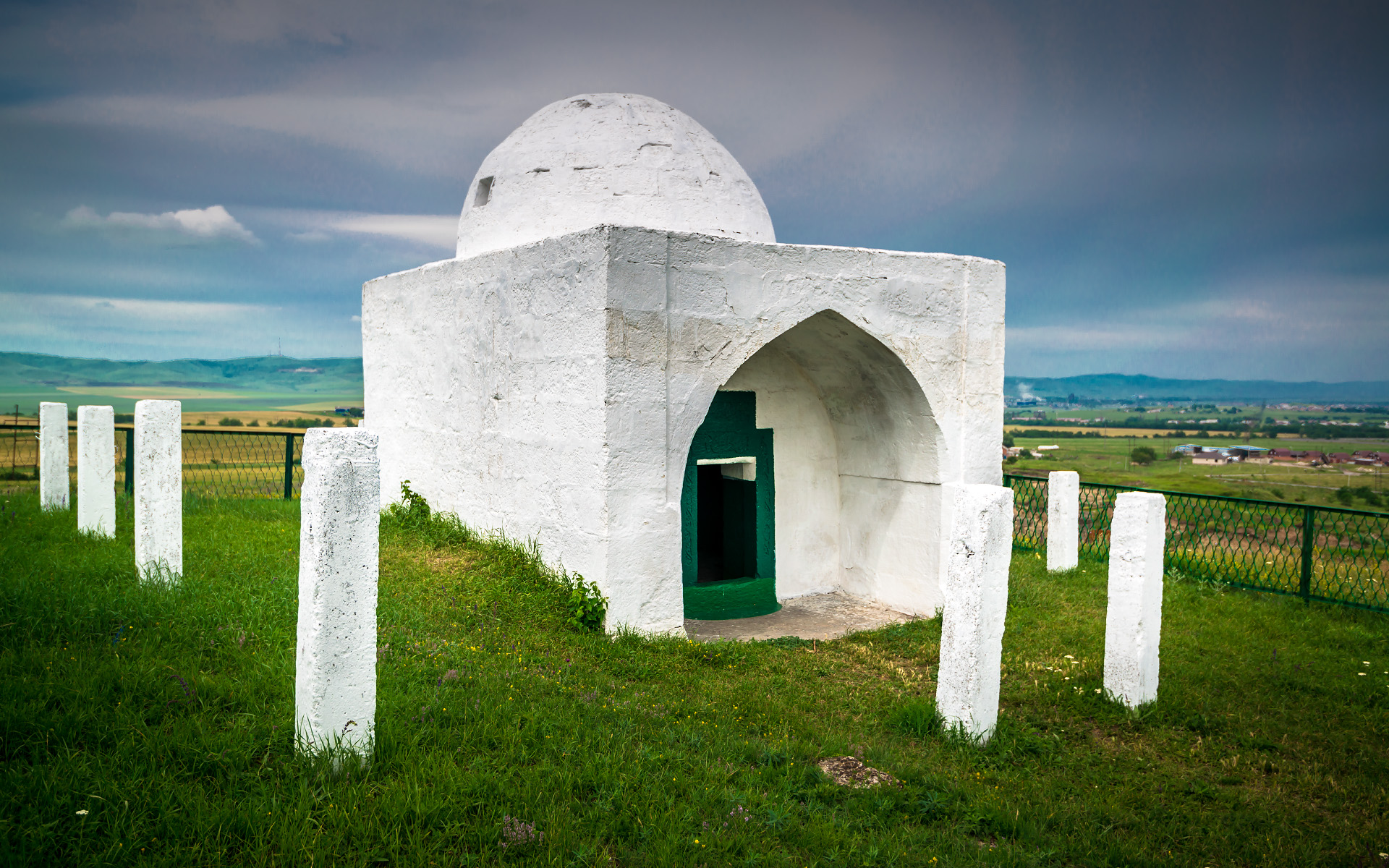
Mausoleo de Borga Khan. 2013.

Los datos etnográficos permiten identificar algunos criterios objetivos que vinculan a los nogayos con Tatartup. Así, según las leyendas de Nogai Kan, el gobernante de Tatartup, uno de los líderes de las tribus nogai de la Horda de Oro, Borga Khan (Borgakan, Boragan), que emigró de Crimea al Cáucaso (donde se fusionan los ríos Sunzha y Terek), fue enterrado en el mausoleo Borga Khan. Generalmente el folklore nogai,  está lleno de recuerdos de la devastadora campaña de Tamerlán, que destruyó el color de la Horda de Nogái, en particular, el poema nogai Murza-Ediga habla del sultán Berka, el kan de Tatartup, y describe las terribles consecuencias de la derrota de la guerra entre Tamerlán y Toqtamish. Los investigadores de los siglos XVII-XVIII encontraron muchos monumentos epigráficos en Tatartup. Evliya Çelebi, quien visitó el sitio en 1665, informó que se escribieron diferentes cuentos en el cementerio de la ciudad de Iraq-i Dadian (Tatartupa) sobre monumentos fúnebres, incluso en idiomas turcos.  L. I. Lavrov sugirió que la mayoría de las inscripciones de Tatartup deberían atribuirse al siglo XVIII, aunque señaló que las últimas inscripciones nogai conservadas aquí fueron escritas en turco. A finales del siglo XIX, la adoración de este lugar sagrado se conservó entre los nogayos que vivían cerca de Piatigorsk, en la víspera de Año Nuevo del solsticio de primavera Navruz fueron a adorar en el tramo Tatartup. Según los etnógrafos, esta costumbre la tenían también los cabardianos.

## Crónica de Dedyakov

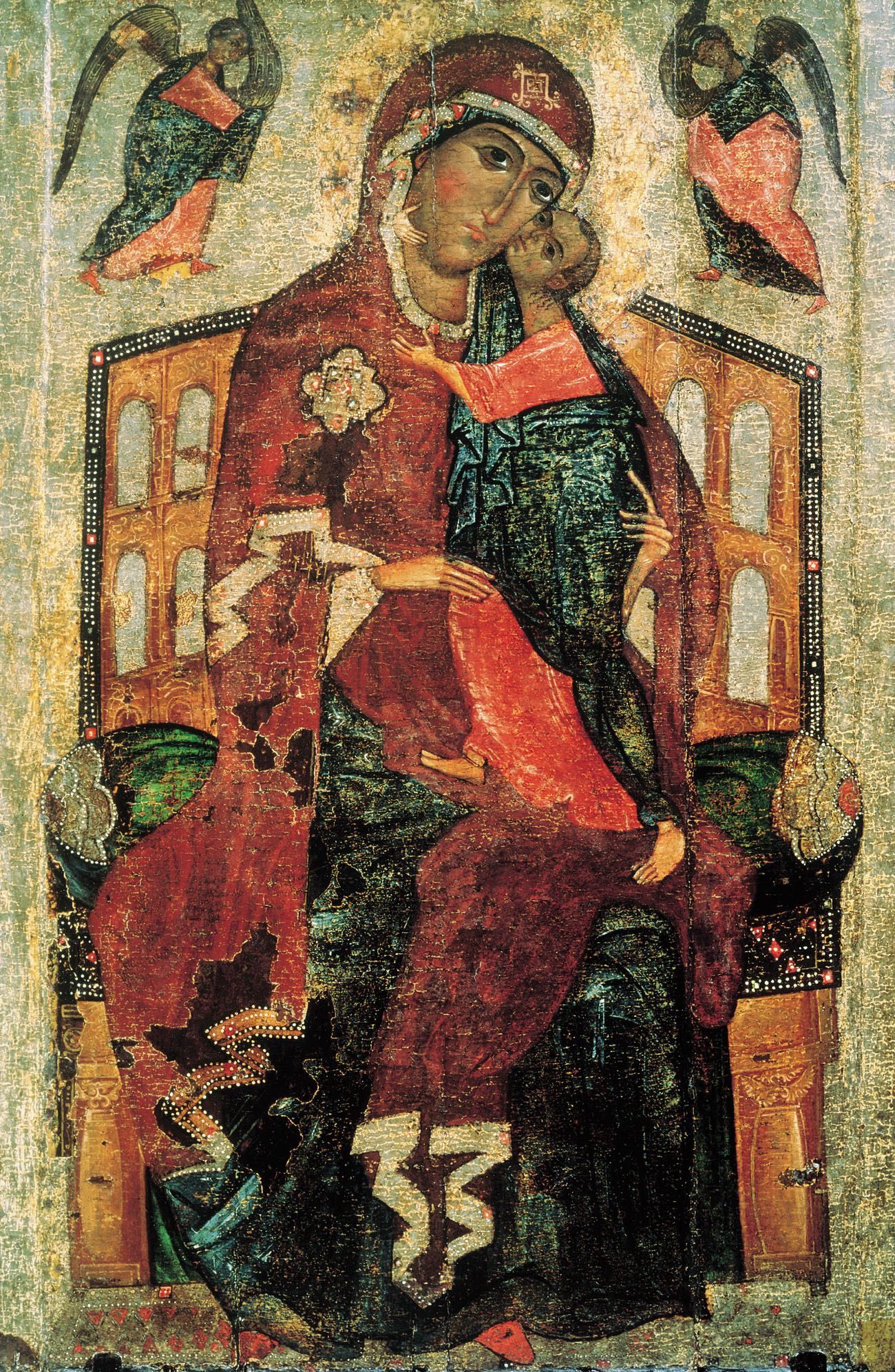
Icono de la Madre de Dios de Tolga siglo XIII

De acuerdo con una versión, Tatartup se menciona en los Anales rusos a partir de los siglos XIII - XIV  como la  ciudad medieval en Alania de Tityakov. Los siguientes puntos de referencia geográficos de la ciudad se indican en la Crónica de Nikon: «Sobre el río más allá de Terka, debajo de las grandes montañas cerca de Yassky y Cherkassky, cerca de la ciudad de Tityakov, en el río Sivintsa, cerca de la Puerta de Hierro ...». Según el famoso etnógrafo soviético , el historiador caucásico L. I. Lavrov: «... la Puerta de Hierro ...» es el desfiladero de Darial, realmente ubicado «... cruzando el río más allá del Terka ...(más allá del Terek)» ... debajo de las grandes montañas cerca de Yassky y Cherkasy ...» (es decir, en la Cordillera del Cáucaso ).
En los años 1277-1278, en la Crónica de Simeón, sobre la participación de los príncipes rusos en una campaña en el Cáucaso del Norte junto con los mongoles, se dice: «El príncipe Mnozi de los boyardos y sus sirvientes fueron a la guerra con el zar Mengutemer, y Dios ayudó al príncipe de Rusia, tomando la gloriosa ciudad de Yaskiy Dedeyakov en invierno...». Según una popular, el milagroso icono de la Madre de Dios de Tolga, podría haber sido llevado por el príncipe Yaroslavl, Fiodor el Negro de Dedyakov como un trofeo («... de gran interés propio ...») de esta campaña. Como uno de los argumentos a favor de esta teoría, los expertos señalan que el tipo de pintura de iconos Nuestra Señora de Eleus en el trono, es el que se muestra en este icono, que no es típico de Rusia, pero está muy extendido en Georgia.